# Lagny
Lagny (früher: Laigny-les-Chataigniers) ist eine französische Gemeinde mit 524 Einwohnern (Stand 1. Januar 2022) im Département Oise in der Region Hauts-de-France; sie gehört zum Arrondissement Compiègne und zum Kanton Thourotte.

## Lage
Lagny liegt als langgezogenes Straßendorf etwa acht Kilometer nordöstlich von Noyon auf 80 bis 90 Meter Seehöhe. Im Nordosten wird es von einem bewaldeten Hügel (160 m) überragt. Schon in der Römerzeit führte in der Nähe eine befestigte Straße – Teil einer Via Agrippa – vorbei. Heute ist Lagny durch die Departementstraße D934 mit Noyon und Roye verbunden.

## Geschichte
Der Name des Dorfes kann aus den Worten lanon (weite Sicht über die Ebene) und gny, vom lateinischen ignis (Feuer), abgeleitet werden (Schmiede, Ort der Gewinnung von Eisenerz).
Auf eine vorgeschichtliche Besiedlung lassen Funde von Steinwerkzeugen und polierten Steinen schließen. Am Osthang des Hügels (in der Nähe eines Wasserturms) verbirgt sich ein alter Friedhof mit steinernen Sarkophagen aus der Zeit der Templer (Kopie im Museum von Noyon).

### Mittelalter und Neuzeit
Das mittelalterliche Dorf hatte eine befestigte Burg, die ein erstes Mal am 2. Dezember 1430 von den Burgundern zerstört wurde, die die Belagerung von Compiègne aufgehoben hatte. Bis ins 19. Jahrhundert wurde sie mehrfach wieder aufgebaut und zerstört. In der Nähe der Kirche blieben einige Spuren.
Das Dorf hatte eine traditionelle Landwirtschaft mit Viehzucht und viele Berufe rund um die Waldwirtschaft. Insbesondere wurde die Kastanie für die Herstellung von Leitern für die Obsternte verwendet. Man produzierte auch Fässer und Schuhe sowie Holzkohle: die Reste von Öfen blieben auf der nordöstlichen Seite des Hügels erhalten an einem Ort namens ché fours.
Am östlichen Ende des Hügels, in der Nähe des geodätischen Punkts (163 m), lag die Mühle Ch'moulin d’heu. Eine zweite Mühle wurde auf Karten des 18. Jahrhunderts am Standort der Farm namens Du Moulin de Bas gefunden. Im 19. Jahrhundert war eine dritte Mühle in Betrieb an einem Ort namens Penchemont, in der Nähe der alten Römerstraße.

### Bevölkerungsentwicklung
- 1962: 470
- 1968: 500
- 1975: 469
- 1982: 479
- 1990: 478
- 1999: 465
- 2007: 491